# هیکی سامالاهتی
هیکی سامالاهتی (فنلاندی: Heikki Sammallahti؛ ۲۰ ژانویهٔ ۱۸۸۶ – ۱۷ اکتبر ۱۹۵۴) ژیمناست هنری اهل فنلاند بود.
وی در مسابقات کشوری و بین‌المللی در مجموع برندهٔ ۱ مدال نقره شده‌است.